# 稻敷市
稻敷市（日语：／ Inashiki shi */?）是茨城縣南的一市，以祇園祭而聞名。

## 經濟

### 産業
- 主要産業　
  - 特産：米、青花菜（前東町）、蓮藕（前櫻川村（日语：桜川村 (茨城県)））、南瓜（前江戸崎町（日语：江戸崎町））、無花果（前新利根町（日语：新利根町））、淡水珍珠（前東町）
  - 雀巢日本（日语：ネスレ日本）霞浦工廠（前櫻川村）